# Brighton Beach
Brighton Beach a New York-i Brooklyn borough (Kings megye) egyik városnegyede Coney Islanden, az Atlanti-óceán partján. 